# ランチア・メデューサ
ランチア・メデューサ (Lancia Medusa) は、イタリアの自動車メーカーであるランチアが製造したコンセプトカーである。
ジョルジェット・ジウジアーロによってデザインされ、1980年のトリノオートショーで発表された。

## 仕様
メデューサはランチア・モンテカルロのシャーシとパワートレインがベースになっており、モンテカルロと同じく2.0L ランプレディ直列4気筒エンジンをミッドシップに搭載している。排気量は1,995ccで、最高出力120PS (88kW;118hp)/6,000rpm、最大トルク170Nm/6,00rpmを発揮する。トランスミッションは5速マニュアルトランスミッションを搭載している。

## デザイン
メデューサは1979年に、ジョルジェット・ジウジアーロによってデザインされた。ジウジアーロはCd値0.25を目指して設計し、最終デザインではCd値0.263を記録した。オリジナルの粘土模型ではCd値0.255を記録したが、サイドミラーやラジエーター等の追加により、Cd値が上昇したと伝えられている。目標のCd値を達成するために、メデューサにはボディ埋込式のドアハンドルとウィンドウや、リトラクタブルヘッドライトなどが装備された。
ステアリングには多数のボタンが配置され、ウィンカーやワイパー等はステアリングに設置されたボタンを押すことで操作した。
メデューサはデロリアン・DMC-24となる計画も存在したが、デロリアン社が倒産したために計画は白紙になった。しかし、メデューサのデザインはランボルギーニのマルコポーロに影響を与えた。

## 参照
1. ↑  https://www.motor1.com/news/233664/concept-we-forgot-lancia-medusa/
2. ↑  http://www.lanciabetamontecarlo.nl/Medusa.html
3. ↑  https://nipponnwes.blogspot.com/2015/11/80.html
4. ↑  “これ覚えてる？　忘れられたコンセプトカー　44選　前編　奇抜で画期的なアイデア満載”.   AUTOCAR JAPAN (2023年10月21日). 2024年1月3日閲覧。